# Línguas mondés
A família linguística mondé pertence ao tronco tupi. As línguas são faladas em Rondônia.

## Línguas
- Aruá — língua do povo aruá
- Cinta-larga — língua do povo cinta-larga
- Mondé — língua do povo mondé
- Suruí-paíter — língua do povo suruí-paítere
- Zoró — língua do povo zoró

## Classificação interna
Classificação interna das línguas Mondé segundo Moore (2005):
- Mondé
  - Suruí (Paíter)
  - A
    - Salamãy (Mondé)
    - B
      - Cinta Larga (três etnias: Kabínééy, Kakínééy e Maamééy)
      - (subramo)
        - Gavião de Rondônia (Ikolééy)
        - Zoró (Pãgɨñééy)
        - Aruá

Não classificado: Arara do Guariba
O kabanae (falado pelos kabanae ou "nação arara" segundo Johann Natterer) e o matanau são duas línguas mondés extintas faladas na foz do rio Aripuanã. Os vocabulários foram coletados por Johann Natterer em 1829 durante sua viagem pelo rio Madeira (Jolkesky 2016: 640-641).

## Etnias
Os grupos que falam as línguas Mondé:
- Salamãy (plural: Salamãyéy): em Rondônia
- Suruí (Paíter): 700 pessoas, na T. I. Sete de Setembro, em Rondônia
- Gavião de Rondônia (Ikolééy): 350 pessoas, na T. I. Igarapé Lourdes, em Rondônia
- Zoró (Pãgɨñééy): 450 pessoas, na T. I. Zoró, em Rondônia
- Aruá: 30 pessoas, na T. I. Guaporé e na T. I. Rio Branco, em Rondônia
- Cinta Larga: mais de 1 000 pessoas, no Parque Indígena Aripuanã, em Rondônia e Mato Grosso. Há três etnias: Kabɨ́nééy, Kakínééy e Maamééy.
- Arara do Guariba: ao norte do Parque Indígena Aripuanã

## Cognatos lexicais
Alguns cognatos lexicais entre as línguas Mondé (Moore 2005):
| Português        | Salamãy  | Aruá     | Gavião    | Zoró      | Cinta Larga | Suruí      |
| ---------------- | -------- | -------- | --------- | --------- | ----------- | ---------- |
| anta             | wása     | wása     | wása      | wása      | wása        | wása       |
| aranha           | géétpãã  | gérépaa  | gérépãã   | gérépãã   | g̃gérépãã    | g̃éérpãã    |
| arara            | wáát'aa  | gádót    | kaasáál   | kasáál    | kasáál      | kasáár     |
| arraia           | ipee     | ĩĩbeé    | iipeé     | ipee      | ipee        | íípee      |
| borrachudo       |          | dik'a    | dik       | dik       | ndik        | nik        |
| caba             | gap      | gap      | gap       | gap       | g̃gap        | g̃ap        |
| cachorro-do-mato | beeráá   | beráá    | beeráá    | berááp    | mberáá      | meeráá     |
| caititu          | bebetĩ́ĩ́k | bebekot  | bebekot   | bebekot   | mbebekot    | mẽbekot    |
| calango          | geerṍṍ   | zerokáp  | geró      | geró      | g̃gerõèa     | g̃eeró      |
| capivara         | wásabít  | wasãybít | wásãybíít | wásõybíít | wásaybéé    | wásabííraa |
| caranguejo       | gólópã'ã | bólópã   | gólópãã   | gólópãã   | g̃gólópãã    | g̃óórpãã    |
| cobra            | sobó     | jibó     | bay       | bay       | mbay        | sobóó      |
| cotia            | wakii    | wakĩí    | waakĩĩ    | wakĩĩ     | wakĩĩ       | wakĩĩ      |
| cupim            | góóp'aa  | gósó'aá  | góóvaá    | góóvaa    | g̃gósoa      | hodábg̃uur  |
| gavião           | ikṍṍl    | ikṍlṍ    | ikõèlṍ    | ikṍlṍ     | ikṍlṍ       | ikṍṍr      |
| jaboti           | amṍ'ã    | amṍ'ã    | amõèã     | amõèã     | amõèã       | amṍ.aa     |
| morcego          | žííp     | jííp     | jîip      | jííp      | žííp        | lííp       |
| onça             | mekó     | nekó     | nekó      | nekó      | nekó        | mekó       |
| paca             | wãza     | ãzá      | aza       | ãza       | ãza         | wala.aa    |
| quati            | íbool    | jábot    | jáboli    | jáboli    | xóyáp       | xíboor     |
| rede             | ĩĩt      | iñi      | ini       | ini       | iñi         | ĩ.ĩ        |
| queimar          | tíít     | tírí     | tírí      | tírí      | txírí       | i-txíír    |
| ver              | íkini    | íkini    | ákini     | íkini     | íkini       | íkin       |
| cair             | aal      | ala      | ala       | ala       | ala         | aar        |
| dormir           | keet     | kere     | kere      | kere      | kere        | keer       |

Vocabulário comparativo das línguas mondés (Jolkesky 2016: 640-641):
| Português      | Paiter        | Monde       | Arua                      | Kabanae  | Matanau                       | Arara do Rio Branco |
| -------------- | ------------- | ----------- | ------------------------- | -------- | ----------------------------- | ------------------- |
| alɡodao        | ŋoːb          | ɡuɡ-ʧid     | ɡub-ʃid                   | –        | a-kum-ziri                    | –                   |
| azul/preto     | i-peb ‘preto’ | peb ‘preto’ | päb ‘azul’                | –        | –                             | peb ‘azul’          |
| barba          | –             | –           | bä-ʦäb ‘pelo da bochecha’ | –        | –                             | beʃab ‘boca’        |
| boca           | ko            | un-ɡu       | nɡo                       | –        | un-ɡo                         | –                   |
| cabeça         | anar          | w-andara    | undad                     | u-ndara  | un-ndara                      | –                   |
| dente          | –             | –           | njäiɲ                     | –        | –                             | nuiɲ                |
| estrela        | sojkaːb       | ɡatikab     | gatikap                   | zoikab   | zoikab                        | seʔka               |
| filho          | ba            | hu-mbaɡ     |                           | u-mbaka  | –                             | –                   |
| flecha         | j-ab          | dab         | ndjap                     | u-rap    | –                             | –                   |
| foɡo           | –             | –           | kain                      | –        | mukaen                        | –                   |
| irmã           | –             | –           | amboid                    | –        | ambooi                        | –                   |
| grande         | i-poj         | puj         | –                         | –        | –                             | paj                 |
| laɡoa          | iːkara        | ikara       | –                         | –        | ikara                         | –                   |
| Lua            | ɡati-kad      | ɡati-(kud)  | gati                      | kate-ɡat | ɡate-ɡat                      | –                   |
| machado        | nabe-a        | dabä        | –                         | –        | dabe-ʔaa                      | –                   |
| árvore/madeira | iib           | ib          | ib                        | ipzin    | iipui ‘árvore’; iib ‘madeira’ | ib-ɛ ‘madeira’      |
| mão            | pabe          | babä        | –                         | mabé     | mabé                          | –                   |
| milho          | meeɡ          | maäɡ        | maäɡ                      | –        | meek                          | –                   |
| montanha       | no            | du          | do                        | –        | –                             | duɡ                 |
| olho           | ala-kaba      | un-da-kab   | –                         | –        | un-za-kaba                    | kap-i               |
| onça           | meko          | mäku        | –                         | –        | meko                          | beku                |
| orelha         | nepibe        | nabibä      | nämpibä                   | –        | un-debipe                     | –                   |
| pé             | piː-pe        | bia         | bi                        | –        | bi-peːa                       | pia                 |
| pedra          | i-ʃaa         | ʧaa         | ʃaa                       | caa      | caa                           | i-ja                |
| peixe          | morib         | bulib       | bulib                     | molib    | bolib                         | birip               |
| queixada       | mēbe          | bäbä        | –                         | –        | bebe                          | bebɛ                |
| raposa         | awuru         | awöl        | –                         | awölö    | awlöü                         | –                   |
| rio            | iːkabe        | –           | –                         | –        | ikabe                         | –                   |
| rio            | –             | itöd        | –                         | –        | –                             | aded                |
| roça           | ŋa            | ɡa          | un-ɡa                     | –        | –                             | i-ɡa                |
| sangue         | hir           | ʧid         |                           | –        | un-sziri                      | a-jed               |
| Sol            | ɡad           | ɡad         | gad                       | ɡat      | ɡat                           | god                 |
| tabaco         | majxo         | maʧu        | manʧo                     | –        | manʃo                         | –                   |
| areia          | aj-ŋir        | ɡira        | ʧaɡit-kap                 | a-nɡira  | a-nɡiira                      | –                   |
| urubu          | ojko          | uiku        | –                         | uiku-ab  | uikuu                         | –                   |